# AKINA
AKINA, nom de scène d'Akina Miyazato (宮里明那, Miyazato Akina, née le 19 juin 1985 au Japon), est une chanteuse et animatrice de télévision japonaise.
Elle débute à 12 ans en 1997 en tant qu'idole japonaise avec le groupe de J-pop mixte Folder, qui devient Folder5 en 2000 avec uniquement ses cinq membres féminin, AKINA devenant sa chanteuse principale. Le groupe se sépare en 2002, et AKINA continue en solo, conservant son surnom écrit à l'occidental. Elle sort trois singles les années suivantes, et joue dans quelques drama. Après trois ans sans sortir de disques, elle chante à nouveau deux titres sur deux compilations de son label en 2007 et 2008. Elle est depuis 2009 une des présentatrices régulières de l'émission pour enfants Oha Suta.

## Discographie

### Singles
- Touch me (2002-11-07)
- One wish (2003-07-09)
- BEST OF LOVE (2004-05-12)
- Shiny Lips (2013-08-07)

### Titres sur des compilations
- Santa Claus Lives in Tokyo (sur: Vision Factory - CHRISTMAS HARMONY) (2007-11-21)
- 絹の靴下  (sur: Vision Factory compilation  ～阿久悠、作家生活40周年記念～) (2008-12-03)

## Photobooks
- AKINA (2001.8.25)
- AKINA STYLE (2002.8.24)
- AKINA TRIP (2005.2.27)
- reBirth (2008.9.11)